# 舘野仁美
舘野 仁美（たての ひとみ、1960年12月13日 - ）は、日本のアニメーター、実業家。株式会社ササユリ代表取締役社長。元スタジオジブリ所属。

## 経歴
福島県南相馬市出身。東京デザイナー学院を卒業後、作画スタジオ、フリーランスを経て、1983年にテレコム・アニメーションフィルムに入社。1987年、スタジオジブリに移籍し、数多くの作品で動画チェックを手がけた。2014年、スタジオジブリの映画制作部門の解散にともない、スタジオジブリを退職。
ジブリ退職後の2014年12月に、飲食店「ササユリカフェ」を開業した。店舗はJR中央本線西荻窪駅北口から北北西方向に徒歩3分、小美濃本社ビルの4階にある。2017年1月に株式会社ササユリを設立して代表取締役社長に就任、翌2018年5月にはカフェ部門「ササユリカフェ」に加えてアニメーション制作部門「スタジオササユリ」を立ち上げた。
2019年4月から放送のNHK連続テレビ小説『なつぞら』でアニメーション監修を担当し、「ササユリ」にて東映アニメーションとともにアニメーション制作を担当した。
カフェについては2020年12月をもって「無期休業」となった。
2021年2月、ウィットスタジオが主催し、Netflixが監修するアニメーター養成講座「WITアニメーター塾」の講師に就任。ササユリが運営する「ササユリ動画研修所」がカリキュラムの開発を担当する。

## 代表作

### 劇場アニメ
| 公開年 | 公開年   | 作品名                        | 制作（配給） | 役職           |
| ------ | -------- | ----------------------------- | --- | -------------- |
| 1988年 | 4月16日  | となりのトトロ                | 徳間書店 スタジオジブリ （東宝）                                                                                              | 動画チェック   |
| 1988年 | 7月16日  | AKIRA                         | 東京ムービー新社 （東宝） | 動画チェック   |
| 1989年 | 7月29日  | 魔女の宅急便                  | 徳間書店 ヤマト運輸 日本テレビ スタジオジブリ （東映）                                                                        | 動画チェック   |
| 1991年 | 7月20日  | おもひでぽろぽろ              | 徳間書店 日本テレビ 博報堂 スタジオジブリ （東宝）                                                                            | 動画チェック   |
| 1992年 | 7月18日  | 紅の豚                        | 徳間書店 JAL 日本テレビ スタジオジブリ （東宝）                                                                               | 動画チェック   |
| 1994年 | 7月16日  | 平成狸合戦ぽんぽこ            | 徳間書店 日本テレビ 博報堂 スタジオジブリ （東宝）                                                                            | 動画チェック   |
| 1995年 | 7月15日  | 耳をすませば                  | 徳間書店 日本テレビ 博報堂 スタジオジブリ （東宝）                                                                            | 動画           |
| 1995年 | 7月15日  | On Your Mark〜ジブリ実験劇場  | 徳間書店 日本テレビ 博報堂 スタジオジブリ （東宝）                                                                            | 動画チェック   |
| 1997年 | 7月12日  | もののけ姫                    | 徳間書店 日本テレビ 電通 スタジオジブリ （東宝）                                                                              | 動画チェック   |
| 1999年 | 7月17日  | ホーホケキョ となりの山田くん | 徳間書店 スタジオジブリ ウォルト・ディズニー・カンパニー 日本テレビ 博報堂 （松竹）                                           | 動画チェック   |
| 2001年 | 7月20日  | 千と千尋の神隠し              | 徳間書店 スタジオジブリ ウォルト・ディズニー・カンパニー 日本テレビ 電通 東北新社 三菱商事 （東宝）                           | 動画チェック   |
| 2002年 | 7月20日  | ギブリーズ episode2           | 徳間書店 スタジオジブリ ウォルト・ディズニー・カンパニー 日本テレビ 博報堂 三菱商事 （東宝）                                  | 動画           |
| 2002年 | 7月20日  | 猫の恩返し                    | 徳間書店 スタジオジブリ ウォルト・ディズニー・カンパニー 日本テレビ 博報堂 三菱商事 （東宝）                                  | 動画           |
| 2004年 | 11月20日 | ハウルの動く城                | 徳間書店 スタジオジブリ ウォルト・ディズニー・カンパニー 日本テレビ 電通 三菱商事 （東宝）                                    | 動画チェック   |
| 2006年 | 7月29日  | ゲド戦記                      | スタジオジブリ ウォルト・ディズニー・カンパニー 日本テレビ 電通 博報堂DYメディアパートナーズ 三菱商事 （東宝）                | 動画チェック   |
| 2008年 | 7月19日  | 崖の上のポニョ                | スタジオジブリ ウォルト・ディズニー・カンパニー 日本テレビ 電通 博報堂DYメディアパートナーズ 三菱商事 （東宝）                | 動画チェック   |
| 2010年 | 7月17日  | 借りぐらしのアリエッティ      | スタジオジブリ ウォルト・ディズニー・カンパニー 日本テレビ 電通 博報堂DYメディアパートナーズ 三菱商事 ワイルドバンチ （東宝） | 動画           |
| 2011年 | 7月16日  | コクリコ坂から                | スタジオジブリ ウォルト・ディズニー・カンパニー 日本テレビ 電通 博報堂DYメディアパートナーズ 三菱商事 （東宝）                | 動画検査補     |
| 2013年 | 7月20日  | 風立ちぬ                      | スタジオジブリ ウォルト・ディズニー・カンパニー 日本テレビ 電通 博報堂DYメディアパートナーズ 三菱商事 KDDI （東宝）           | 動画チェック   |
| 2013年 | 11月23日 | かぐや姫の物語                | スタジオジブリ ウォルト・ディズニー・カンパニー 日本テレビ 電通 博報堂DYメディアパートナーズ 三菱商事 KDDI （東宝）           | 動画           |
| 2014年 | 7月19日  | 思い出のマーニー              | スタジオジブリ ウォルト・ディズニー・カンパニー 日本テレビ 電通 博報堂DYメディアパートナーズ 三菱商事 KDDI （東宝）           | 動画検査補     |
| 2019年 | 6月21日  | 薄暮                          | トワイライト スタジオ プレシディオ                                                                                            | 動画           |
| 2021年 | 3月8日   | シン・エヴァンゲリオン劇場版  | カラー 東宝 東映 | 動画・制作協力 |
| 2022年 | 11月11日 | すずめの戸締まり              | コミックス・ウェーブ・フィルム 東宝                                                                                           | 動画・制作協力 |

### 短編アニメ
| 公開年 | 公開年   | 作品名           | 制作（配給）   | 役職         |
| ------ | -------- | ---------------- | -------------- | ------------ |
| 2002年 | 9月29日  | めいとこねこバス | スタジオジブリ | 動画チェック |
| 2006年 | 1月3日   | 星をかった日     | スタジオジブリ | 動画チェック |
| 2006年 | 1月3日   | 水グモもんもん   | スタジオジブリ | 動画チェック |
| 2006年 | 1月3日   | やどさがし       | スタジオジブリ | 動画チェック |
| 2010年 | 1月3日   | ちゅうずもう     | スタジオジブリ | 動画         |
| 2010年 | 11月20日 | パン種とタマゴ姫 | スタジオジブリ | 動画チェック |

### テレビアニメ
| 期間          | 期間           | 番組名                         | 制作（放送局）                                  | 担当                          |
| ------------- | -------------- | ------------------------------ | ----------------------------------------------- | ----------------------------- |
| 1980年6月30日 | 1981年1月25日  | 宇宙戦士バルディオス           | 第一放映 葦プロダクション 国際映画社            | 動画                          |
| 1981年4月7日  | 1982年6月22日  | 名犬ジョリィ                   | 東宝                                            | 動画                          |
| 1981年10月2日 | 1982年12月24日 | 六神合体ゴッドマーズ           | 東京ムービー新社                                | 動画                          |
| 1984年11月6日 | 1985年5月20日  | 名探偵ホームズ                 | テレビ朝日 トムス・エンタテインメント RAI REVER | 動画                          |
| 1990年3月21日 | 1990年3月21日  | 雲のように風のように           | 読売広告社 スタジオぴえろ                       | 動画チェック                  |
| 1993年5月5日  | 1993年5月5日   | 海がきこえる                   | 徳間書店 日テレ スタジオジブリ                  | 動画チェック                  |
| 2025年8月     | 2025年8月      | cocoon〜ある夏の少女たちより〜 | ササユリ                                        | アニメーション プロデューサー |

### テレビドラマ
| 期間         | 期間          | 番組名   | 制作（放送局） | 担当                                                            |
| ------------ | ------------- | -------- | -------------- | --------------------------------------------------------------- |
| 2019年4月1日 | 2019年9月28日 | なつぞら | NHK            | アニメーション監修 劇中アニメ動画・動画検査・制作プロデューサー |

## 著書
- 『エンピツ戦記 誰も知らなかったスタジオジブリ』平林享子（構成）、中央公論新社、2015年11月。ISBN 978-4120047930。中公文庫、2025年5月